# Клутье, Ти-Джей
Томас Джеймс (Ти-Джей) Клутье (англ. Thomas James Cloutier; род. 13 октября 1939 года в Олбани, Калифорния, США) — профессиональный игрок в покер, обладатель шести браслетов Мировой серии покера, дважды занимал второе место в главном турнире WSOP. В 1998 и 2002 годах журнал «Card Player» признавал его игроком года. В 2006 году принят в зал славы покера.

## Карьера
Во время учёбы в университете Калифорнии, Клутье занимался американским футболом и бейсболом. После службы в армии, он играл в футбольной лиге Канады, но травма прервала его карьеру. После этого он перебрался в Техас, где работал на нефтяных вышках, после чего увлекся покером.
Он специализируется на турнирах по покеру, уделяя основное время на безлимитных турнирах и турнирах с пот-лимитом. Единственный игрок в истории WSOP, который выиграл браслеты во всех вариантах Омахи. Он ни разу не выигрывал главный турнир WSOP, но четыре раза попадал в пятерку лучших, включая два вторых места (в 1985 и 2000 годах, когда проиграл Биллу Смиту и Крису Фергюсону соответственно).
Занимает второе после Фила Хельмута место по количеству попаданий за финальный стол на турнирах WSOP.
В соавторстве с Томом МакЭвоем написал ряд книг по игре в покер. Регулярно пишет для журнала «Card Player».
Турнирные выигрыши на 2008 год составляют $9,373,135.